# Huangsan (város)
Huangsan (egyszerűsített kínai írással: 黄山; hagyományos kínai írásssal: 黃山; pinjin: Huángshān) prefektúra szintű város Kínában, Anhuj tartományban. Lakosainak száma 1 330 565 fő (2020).

## Népesség
| 2010 | 1 358 980 |
| 2020 | 1 330 565 |

## Közlekedés

### Vasút
Fontos vasúti csomópont, három nagysebességű vasútvonal is érinti a várost.

### Légi
A városnak nemzetközi repülőtere is van, a Huangsan nemzetközi repülőtér.

## Testvérvárosok
- Interlaken